# Инчхонская десантная операция
Инчхонская десантная операция или Операция «Хромит» (англ. Operation Chromite) — высадка в сентябре 1950 года американского морского десанта в порту Инчхон в ходе Корейской войны. Эта операция является одним из наиболее известных сражений войны, изменившим её ход, а также одним из знаменательных событий в истории Корпуса морской пехоты США.

## Пусанский периметр
25 июня 1950 года началась война в Корее. Корейская народная армия (КНА, армия Северной Кореи), быстро наступая на юг, уничтожила основные силы южнокорейских войск. 
С начала июля в Южную Корею начали прибывать американские подразделения под флагом ООН, однако они оказались не готовы противостоять наступающим силам северокорейцев, обеспеченных техникой, военными советниками и вооружением из СССР. После ряда поражений и фактического разгрома 24-й пехотной дивизии, командир которой генерал Дин попал в плен, американские войска совместно с остатками южнокорейской армии отступили в юго-восточную часть Корейского полуострова, где находится морской порт Пусан. Ким Ир Сен распорядился взять Пусан к 15 августа, однако сражения в центральной части полуострова несколько задержали северокорейское наступление, позволив США перебросить на юг свежие воинские подразделения. При поддержке авиации и военно-морского флота войскам США удалось во второй половине августа остановить наступление противника.
К этому моменту КНА контролировала около 95 % территории полуострова. Однако её линии снабжения оказались растянуты и постоянно подвергались ударам американской авиации. В результате подразделения на линии фронта было невозможно пополнить людской силой и техникой до уровня, необходимого для эффективного продолжения боевых действий. Сказывалась и усталость солдат после почти беспрерывного двухмесячного наступления. В то же время американские войска создали линию обороны к северу и западу от Пусана (известную как Пусанский периметр), постоянно получая через порт свежие подкрепления, в том числе от союзников, вступивших в войну. 
В начале сентября КНА предприняла безуспешную попытку прорыва Пусанского периметра, после которой стало очевидным, что силам ООН удалось полностью стабилизировать положение на фронте. Главнокомандующий войсками ООН в Корее американский генерал Макартур решил, что пришло время для контрнаступления.

## План высадки
Идея высадки морского десанта в Инчхоне появилась у Макартура ещё в первые дни войны. Макартур предвидел, что южнокорейские силы не смогут долго удерживать линию фронта и быстро откатятся на юг. Инчхон располагался недалеко от Сеула, взятого северокорейской армией 28 июня, и высадка здесь позволила бы американским силам оказаться в тылу у наступавших, что стало бы огромным тактическим и стратегическим преимуществом. Однако первоначальный план Blueheart, предусматривавший проведение десанта уже в июле 1950 года силами 1-й кавалерийской дивизии, был отменен. Во-первых, такая операция требовала долгого и тщательного планирования. Как сказал коммэндэр Арли Кэпс, «Мы составили список всевозможных препятствий естественного и географического характера, и оказалось, что все они имеются в Инчхоне». Во-вторых, единственная сила, способная профессионально провести эту операцию — Корпус морской пехоты — оказалась к ней просто не готова. После окончания Второй мировой войны численность американской морской пехоты была значительно сокращена (с 300 тысяч до 74 тысяч человек), а министр обороны Луис Джонсон вообще собирался ликвидировать её как род войск, полагая, что решающим оружием в будущих военных конфликтах станет авиация. Снаряжение и техническое оснащение морской пехоты к 1950 году оставляли желать много лучшего. Лишь после начала войны в Корее Корпус морской пехоты срочно начали увеличивать и переоснащать.

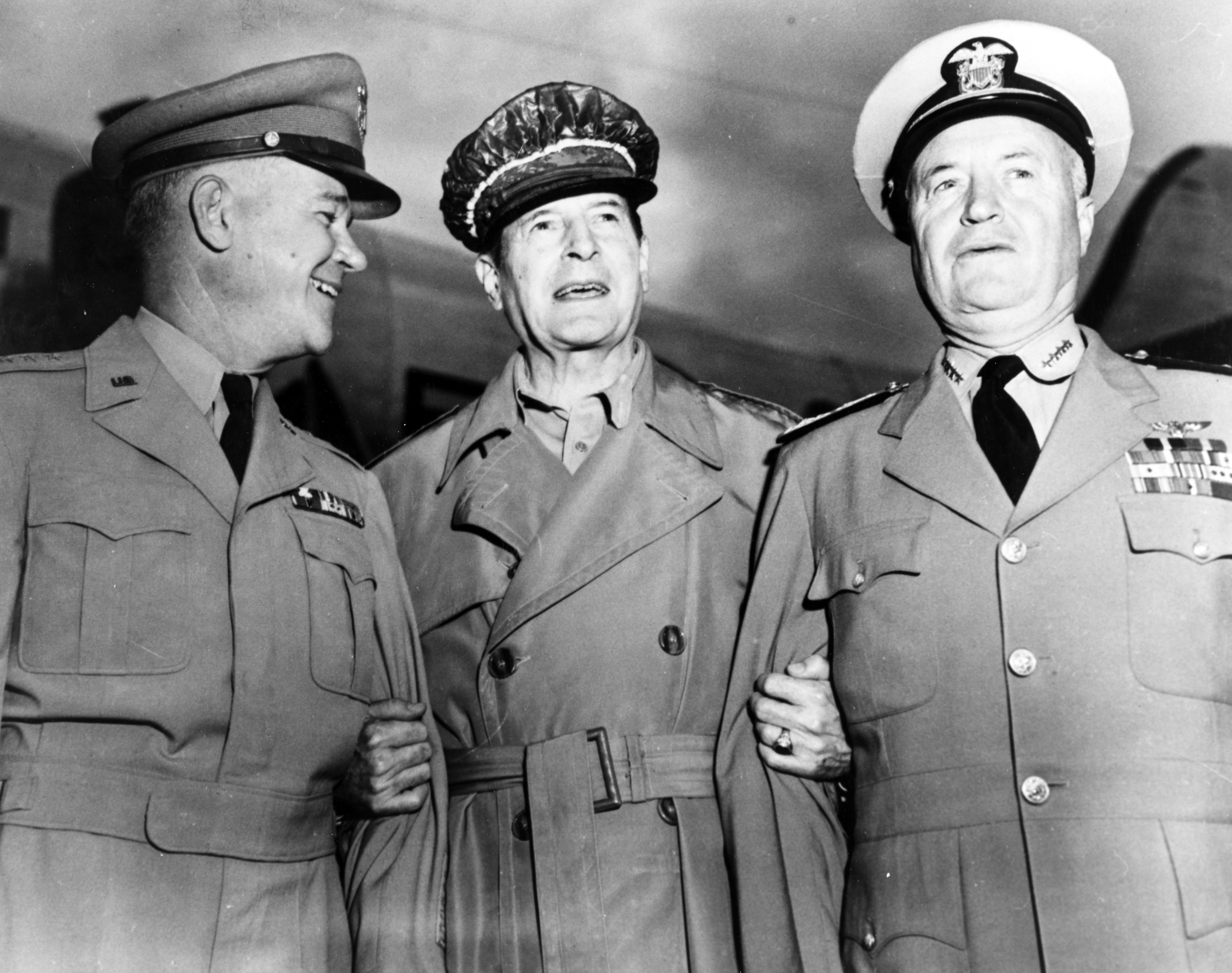
Коллинз, Макартур и Шерман перед обсуждением перспектив десанта в Инчхоне

План высадки был подвергнут значительной переработке. В целом он был готов к 23 августа, однако только 30 августа местом проведения операции был окончательно назначен Инчхон. Макартуру удалось добиться своего, убедив начальника штаба ВМС адмирала Шермана и начальника штаба Армии генерала Коллинза в успехе своего плана. Он считал, что КНА не ожидает десанта в Инчхоне как раз из-за того, что этот район неудобен для проведения высадки с моря. Операция была утверждена президентом Трумэном 8 сентября и получила кодовое название «Chromite» («Хромит»). Высадка должна была состояться утром 15 сентября, в момент максимального сентябрьского прилива в этом районе, что позволяло десантным кораблям подойти к берегу в обход входного фарватера. Одновременно с Инчхонским десантом 8-я армия на Пусанском плацдарме должна была начать наступление с целью прорвать линию обороны противника и соединиться с силами десанта южнее Сеула.
Для проведения операции «Chromite» в Японии был создан 10-й армейский корпус США (командующий — генерал-майор Эдвард Элмонд), в состав которого входили:
- 1-я дивизия морской пехоты США
- 7-я пехотная дивизия США (уменьшенная)[3]
- 41-й отдельный отряд коммандос Великобритании
- 17-й пехотный полк Южной Кореи[4]

Процесс подготовки 10-го корпуса к участию в операции проходил со многими трудностями, характерными в целом для вооружённых сил США в первые месяцы Корейской войны. 7-я пехотная дивизия, находившаяся в Японии, к этому времени лишилась большого числа офицеров и сержантов, отправленных в Корею для восполнения потерь. Для доукомплектования дивизии в неё пришлось срочно зачислить 8000 почти неподготовленных южнокорейских солдат. Аналогичные проблемы встали перед 1-й дивизией морской пехоты. Солдаты в подавляющем большинстве не имели опыта участия в десантных операциях, их пришлось спешно обучать за несколько дней. Военно-морские силы США для обеспечения экипажами почти полусотни танкодесантных кораблей, предназначенных для участия в операции, нанимали добровольцами японских моряков. В августе 1950 года западнее Токийского залива проведено несколько учений по высадке морского десанта, в которых участвовали боевые корабли, десантные суда, авиация и сухопутные войска. 25 августа — 5 сентября ВВС США провели свыше 5 тыс. вылетов. Бомбовые удары наносили в основном по транспортным , промышленным и военным объектам, городам и железнодорожным узлам на территории, захваченной КНА, и по войскам в долине реки Нактонган и западнее Масан.
Командующим операцией Chromite был назначен сам генерал Макартур. Непосредственно силами, задействованными в ней, командовал вице-адмирал Артур Страбл, а после высадки командование переходило к генерал-майору Элмонду. Собранная для десантирования группировка насчитывала 45 тысяч военнослужащих. Морские силы, обеспечивавшие десант, включали 257 кораблей военно-морских сил США, Великобритании, Канады, Австралии, Новой Зеландии, Южной Кореи, Франции. В это число входили 6 авианосцев (из них 3 — тяжелых), 1 линкор, 3 тяжелых крейсера. Авиационную поддержку должны были обеспечивать более 500 боевых и транспортных самолётов и вертолётов.
Генерал Макартур рисковал: после отправки в Инчхон 7-й пехотной дивизии у него не оставалось резервов ни для Пусанского плацдарма, ни для самого Инчхона. Но Макартур всегда был уверен в себе и успехе всех своих начинаний. Он сказал: «Я отдаю себе отчёт в том, что шансы на удачу в Инчхоне составляют один к пяти тысячам. Но мне не привыкать. Мы высадимся в Инчхоне, и я разобью их».

## Операция «Chromite»

Схема высадки в Инчхоне 15 сентября 1950 года

С 10—11 сентября американская авиация (в том числе бомбардировщики B-29) начала усиленные бомбардировки района Инчхона, а американские силы провели несколько ложных десантов в других частях побережья, чтобы отвлечь внимание КНА. Возле Инчхона была высажена разведывательная группа для получения информации о приливах, отмелях, а также с целью восстановления работы маяка на острове Пальмидо. 13 сентября ВМС США провели разведку боем. Шесть эсминцев подошли к острову Вольмидо, располагавшемуся в гавани Инчхона и соединённому с берегом дамбой, и начали его обстрел. Целью этих действий было заставить северокорейскую береговую артиллерию открыть огонь и тем самым раскрыть свои позиции, в то время как авиация засекала и уничтожала обнаруженные артиллерийские позиции. В ходе этой вспомогательной операции три американских эсминца получили повреждения.
Северокорейское командование располагало данными о возможности высадки американского десанта в Инчхоне, однако, по-видимому, не придало им должного значения. Район Инчхона обороняли около 3000 северокорейских солдат с семью 76-мм орудиями и шестью 37-мм зенитными пушками, входивших в состав двух пехотных батальонов и формировавшегося полка морской пехоты (из трех батальонов, роты связи, саперной роты и артиллерийского дивизиона). На подходе к гавани было выставлено 26 якорных мин, но они были выставлены с малым углублением и во время отлива легко обнаруживались. Гарнизон острова Вольмидо понёс тяжёлые потери во время обстрелов и бомбардировок, предшествовавших высадке, из огневых средств осталось всего два 76-ти и 37-мм орудия и один станковый пулемёт.
Операция «Chromite» началась утром 15 сентября 1950 года. В первый день были задействованы только подразделения 1-й дивизии морской пехоты на трёх участках — «зелёном пляже», «красном пляже» и «голубом пляже». Высадка после 45-минутной авиационной и артиллерийской подготовки проводилась в условиях абсолютного господства в воздухе американской авиации. Около 6 часов 30 минут один батальон морской пехоты начал высадку на «зелёном пляже» в северной части острова Вольмидо. Гарнизон Вольмидо к этому моменту был почти полностью уничтожен артиллерийскими и авиационными ударами, и морские пехотинцы встретили лишь слабое сопротивление, взяв остров под свой контроль менее чем за час при потере 17 человек ранеными. В середине дня наступила пауза, вызванная отливом. После начала вечернего прилива около 17 часов 30 минут были высажены десанты на материке — по два батальона на «красный пляж» (возле дамбы) и на «голубой пляж» (юго-восточнее Вольмидо), причем солдаты преодолевали высокую стену набережной по специально приготовленным штурмовым лестницам. На «красном пляже» морские пехотинцы столкнулись с довольно сильной обороной противника, которая задержала их на несколько часов. За действия на этом участке посмертно был удостоен Медали Почёта 1-й лейтенант Бальдомеро Лопес.
К середине дня 16 сентября 1-я дивизия морской пехоты установила контроль над городом Инчхон. В порту Инчхона началась высадка 7-й пехотной дивизии и южнокорейского полка. В это время морские пехотинцы продвигались на север к аэродрому Кимпо. КНА попыталась организовать в районе Инчхона контратаку при поддержке танков, но за два дня потеряла 12 танков Т-34 и несколько сотен солдат от действий морской пехоты и авиации. Утром 18 сентября аэродром Кимпо был занят морскими пехотинцами. Сюда перебазировались самолёты 1-го авиакрыла морской пехоты. При их поддержке 1-я дивизия морской пехоты продолжила своё наступление на Сеул.
Высадка всех боевых и тыловых подразделений 10-го корпуса завершилась к 20 сентября.

## Результаты

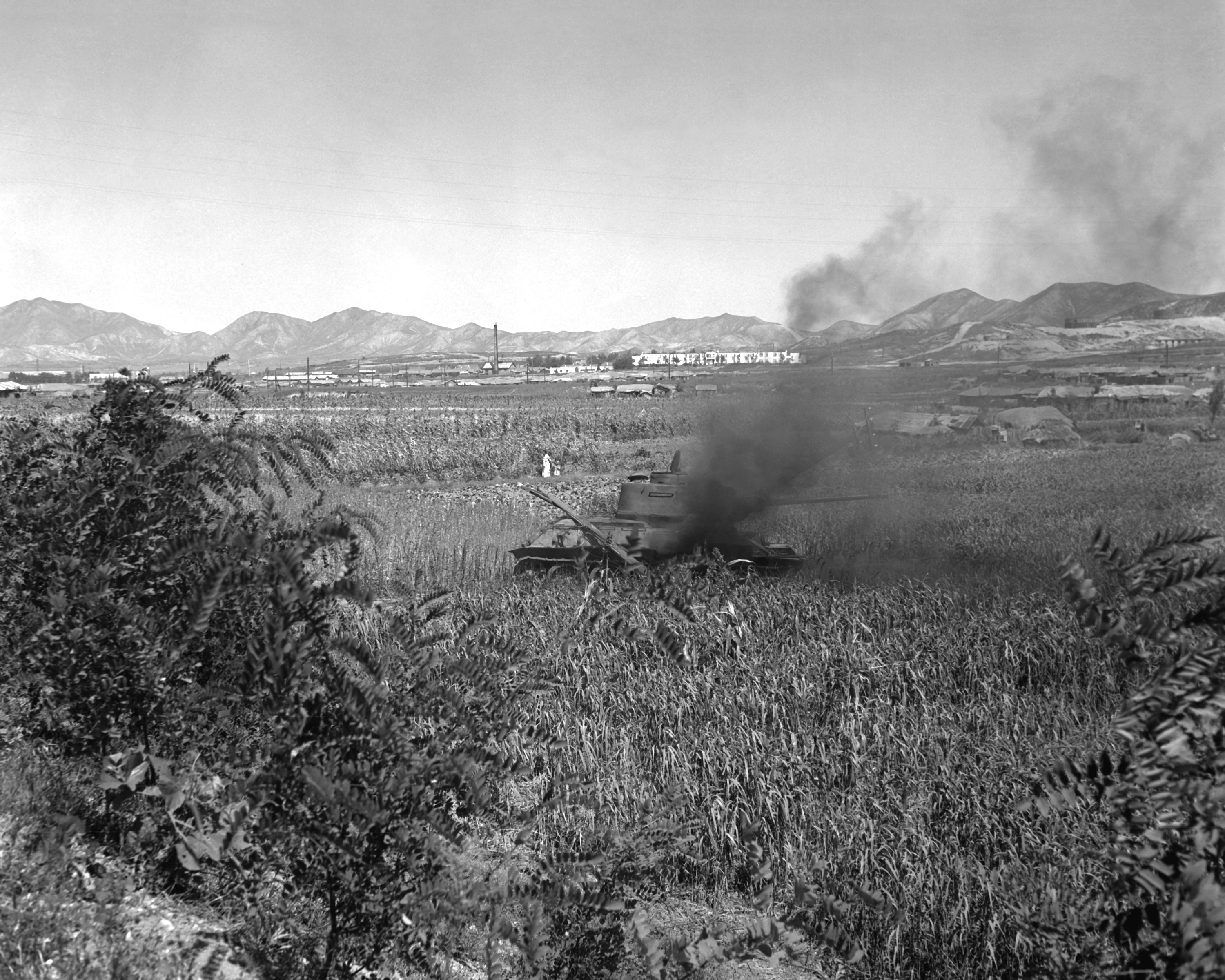
Северокорейский танк Т-34-85, уничтоженный морской пехотой США возле Инчхона

В отличие от высадки в Инчхоне, продвижение морской пехоты к Сеулу и сама битва за Сеул сопровождались большими потерями с американской стороны. На юге утром 16 сентября четыре американские дивизии во взаимодействии с частями союзников начали прорыв Пусанского периметра. 26 сентября эти силы соединились с 7-й пехотной дивизией в районе Осана, в результате чего несколько десятков тысяч северокорейских солдат оказались отрезаны от основных сил  КНА; в тот же день генерал Макартур объявил об освобождении Сеула, хотя в городе ещё оставались отдельные снайперы противника.
Для Северной Кореи Инчхонская десантная операция обернулась поражением: КНА (понёсшая, по оценкам советских исследователей, «исключительно большие потери в живой силе и особенно в артиллерии и танках») в беспорядке отступала на север, не имея возможности остановиться и организовать линию обороны. 
Войска ООН вторглись в Северную Корею и 19 октября взяли её столицу Пхеньян. Остатки северокорейской армии продолжали отступать до самой китайской границы. 
Начатое чуть позже вступление в войну Китая, согласованное лично с Иосифом Сталиным, спасло Корейскую Народно-Демократическую Республику от поражения и отбросило силы ООН назад к 38-й параллели. Операция «Chromite» увенчалась стратегическим успехом и сохранила Южную Корею. 
Помощь китайских добровольцев, совместно с военными поставками СССР также увенчалась стратегическим успехом — сохранило существование КНДР.

## Оценка
Западные исследователи считают высадку в Инчхоне одним из самых успешных морских десантов в военной истории. Это была крупнейшая морская десантная операция после 1945 года. Дуглас Макартур, ещё до этого пользовавшийся огромной популярностью в американском обществе благодаря своим заслугам на Тихом океане во время Второй мировой войны, после Инчхона приобрёл в США статус национального героя. 
При этом публичные личные обещания Макартура начать ядерную войну против Китая, игнорируя мнение президента и парламента, многие расценили как истерику и нарушение субординации, что и привело к его отставке в апреле 1951 года.

## Память об операции
- В 1982 году северокорейским режиссёром Чо Генсуном был снят художественный фильм «Вольмидо» об обороне острова 13-15 сентября.
- В 1982 году Теренсом Янгом был снят крупнобюджетный фильм «Инчхон» с Лоренсом Оливье в роли генерала Макартура. Фильм получил скандальную известность из-за того, что частично был профинансирован южнокорейской Церковью объединения. Кроме того, фильм сам по себе оказался очень неудачным и провалился в прокате.
- В 1984 году к столетию Инчхона в городе были открыты Мемориальный зал (англ. Incheon Landing Operation Memorial Hall) и Мемориальный комплекс, посвящённые Инчхонской десантной операции. В музее имеется огромная коллекция фото- и видеоматериалов, рассказывающих о всех этапах высадки. В состав комплекса входят 18-метровая мемориальная башня и национальные флаги шестнадцати стран, принимавших участие в Корейской войне[13].
- В 2016 году южнокорейская компания Taewon Entertainment[14] выпустила фильм Операция «Хромит» о разведывательной операции южнокорейских солдат, предваряющей начало Инчхонской десантной операции. Режиссёр киноленты — Джон Х. Ли (Ли Джэхан).